# Villanueva (Navarro)
Villanueva es un lugar que pertenece a la parroquia de Valliniello en el concejo de Avilés (Principado de Asturias). Se encuentra a 29 m s. n. m. y está situada a 4,30 km de la capital del concejo, Avilés. 

## Población
En 2022 contaba con una población de 5 habitantes (INE 2022) y 13 viviendas.